# Hofanlage Klosterstraße 18
Die Hofanlage Klosterstraße 18, Ecke Am Mühlenbach, in der niedersächsischen Gemeinde Lilienthal im Landkreis Osterholz stammt aus dem 19. Jahrhundert. Aktuell (2025) wird sie zum Wohnen genutzt.
Die Gebäude stehen unter Denkmalschutz (siehe auch Liste der Baudenkmale in Lilienthal).

## Geschichte und Beschreibung
Lilienthal geht auf die Gründung des Klosters Lilienthal im 13. Jahrhundert zurück. Im Zentrum des Ortes gab es mehrere Hofanlagen um die Klosterkirche, nur wenige blieben erhalten.
Die Hofanlage besteht aus
- dem eingeschossigen traufständigen Wohn- und Wirtschaftsgebäude von 1813 (Inschrift) als Vierständer-Hallenhaus in Fachwerk mit im Giebel weiß geschlämmten Steinausfachungen und ziegelgedecktem Krüppelwalmdach sowie Grooter Door mit Korbbogen und einer Flettdiele (Küche und Diele),[2]
- dem eingeschossigen traufständigen Wirtschaftsgebäude aus dem 19. Jh. in Fachwerk mit Steinausfachungen und ziegelgedecktem Satteldach.[3]

Die Hofanlage wurde laut Inschrift für „B.H. Hinrich Murten und dessen Ehefrau Margrethn geborene Wentyen“ gebaut.
Das Landesdenkmalamt befand u. a.: „… für die Region frühes Hallenhaus in Vierständerkonstruktion … .“ Im Allgemeinen war in der Region das Zweiständer-Hallenhaus üblich.